# Furacão Carla

Furacão Carla foi classificado como o ciclone tropical mais intenso que fez landfall nos Estados Unidos no Índice de Gravidade furacão. A terceira tempestade nomeada da temporada de furacões no oceano Atlântico de 1961, Carla desenvolveu-se em 3 de setembro a partir de uma área de área tempestuosa no sudoeste do Mar do Caribe. Inicialmente uma depressão tropical, ela se fortaleceu lentamente enquanto se dirigia para o noroeste, e em 5 de setembro, o sistema foi atualizado para a tempestade tropical Carla. Cerca de 24 horas depois, Carla foi transformada em furacão. Pouco depois, a tempestade curvou-se para o norte enquanto se aproximava do Canal do Iucatão. No final de 7 de setembro, Carla entrou no Golfo do México enquanto passava a nordeste da Península de Iucatã. No início do dia seguinte, a tempestade se tornou um grande furacão após atingir a intensidade de categoria 3. Retomando seu curso para noroeste, Carla continuou a intensificação e em 11 de setembro, tornou-se o que hoje seria classificado como uma furacão categoria 4. Mais tarde naquele dia, Carla enfraqueceu ligeiramente, mas ainda era um furacão grande e intenso quando a tempestade atingiu a costa perto de Port O'Connor, Texas. Enfraqueceu rapidamente no interior e foi reduzido a uma tempestade tropical em 12 de setembro. Dirigindo-se geralmente para o norte, Carla fez a transição para um ciclone extratropical em 13 de setembro, enquanto centrado no sul de Oklahoma. Movendo-se rapidamente para o nordeste, os restos de Carla alcançaram o Mar do Labrador, Canadá e se dissiparam em 17 de setembro de 1961.
Ao cruzar o Canal de Yucatán, as faixas externas de Carla trouxeram ventos fortes e severas inundações locais no oeste de Cuba e na Península de Yucatán, embora nenhum dano ou morte tenha sido relatado. Embora inicialmente considerada uma ameaça significativa para a Flórida, a tempestade trouxe apenas ventos fracos e pequenas quantidades de precipitação, atingindo não mais que 80 mm (3.15 in). No Texas, rajadas de vento chegam a 270 km/h (170 mph) foram observados em Porto Lavaca. Além disso, vários tornados gerados no estado causaram impactos notáveis, com o twister mais destrutivo, um F4 perto de Galveston, Texas, resultando em 200 edifícios severamente danificados, dos quais pelo menos 60 foram destruídos, e 8 mortes e 200 feridos. O tornado mencionado é um dos apenas dois tornados violentos já registrados em um furacão, com a velocidade do vento no tornado quase 50% maior do que a intensidade de pico de Carla. Em todo o estado, Carla destruiu 1.915 casas, 568 edifícios agrícolas e 415 outros edifícios. Além disso, 50.723 casas, 5.620 edifícios agrícolas e 10.487 outros edifícios sofreram danos. Foram 34 fatalidades e pelo menos $ 300 milhões (1961 USD) em perdas apenas no Texas. Vários tornados também pousaram na Louisiana, causando a destruição de 140 casas e 11 fazendas e outros edifícios, e grandes danos a 231 casas adicionais e 11 fazenda e outros edifícios. Danos menores a moderados também foram relatados em 748 casas e 75 fazendas e outros edifícios. Seis mortes e $ 25 milhões em perdas na Louisiana foram atribuídos a Carla. Chuvas fortes ocorreram em vários outros estados, especialmente no Kansas, onde enchentes repentinas danificaram severamente as plantações e morreram 5 pessoas. No geral, Carla resultou em $ 325,74 milhões em perdas e 43 fatalidades.

## História meteorológica
Já em 1 de setembro, uma perturbação tropical – uma área de atividade convectiva – foi observada seguindo para oeste através do Mar do Caribe dentro da Zona de convergência intertropical (ITCZ). Por volta dessa época, um anticiclone estava situado no oeste do Mar do Caribe, nos níveis troposféricos superiores. Os gráficos de superfície indicam que uma circulação de baixo nível estava se desenvolvendo no início de 3 de setembro. Assim, estima-se que uma depressão tropical – um ciclone tropical com ventos sustentados com ventos inferiores a 39 mph (63 km/h) – desenvolvido a cerca de 282 km (175 mi) noroeste de Barranquilla, Colômbia às 1200 UTC. Inicialmente, o centro de circulação permaneceu difícil de localizar nos gráficos de superfície devido à falta de dados. Em San Andrés, os ventos mudaram para oeste por volta das 12 mph (19 km/h), enquanto as pressões barométricas caíram para 1,007 mbar (29.7 inHg). O Weather Bureau Office em Miami, Flórida, emitiu seu primeiro boletim às 16h UTC em 4 de setembro, enquanto a depressão estava centrada a cerca de 400 km (250 mi) leste-sudeste de Cabo Gracias a Dios, Nicarágua.
Estima-se que ventos sustentados atingiram 72 km/h (45 mph) às 1200 UTC em 5 de setembro, assim, a depressão se fortaleceu em uma tempestade tropical e foi chamada de Carla, embora localizada a nordeste de Cabo Gracias a Dios. Um voo de aeronave de reconhecimento relatou que Carla continuava a se intensificar, com ventos de superfície de 80 km/h (50 mph). Os radares relataram um ciclone tropical excepcionalmente grande, com bandas convectivas se estendendo por cerca de 840 km (520 mi) para fora do centro. Por volta das 0000 UTC em 6 de setembro, Carla passou perto da Ilha Swan, que relatou uma pressão barométrica de cerca de 995 mbar (29.4 inHg) e rajadas de vento de 97 km/h (60 mph) do sudoeste. Com base em observações obtidas por uma aeronave de reconhecimento em 1100 UTC em 6 de setembro – ou seja, uma pressão barométrica de 982 mbar (29.0 inHg) – um boletim emitido pelo Weather Bureau uma hora depois indicava que a tempestade "provavelmente atingiu a intensidade de um furacão". De acordo com análises pós-temporada, Carla atingiu o status de furacão naquela época.

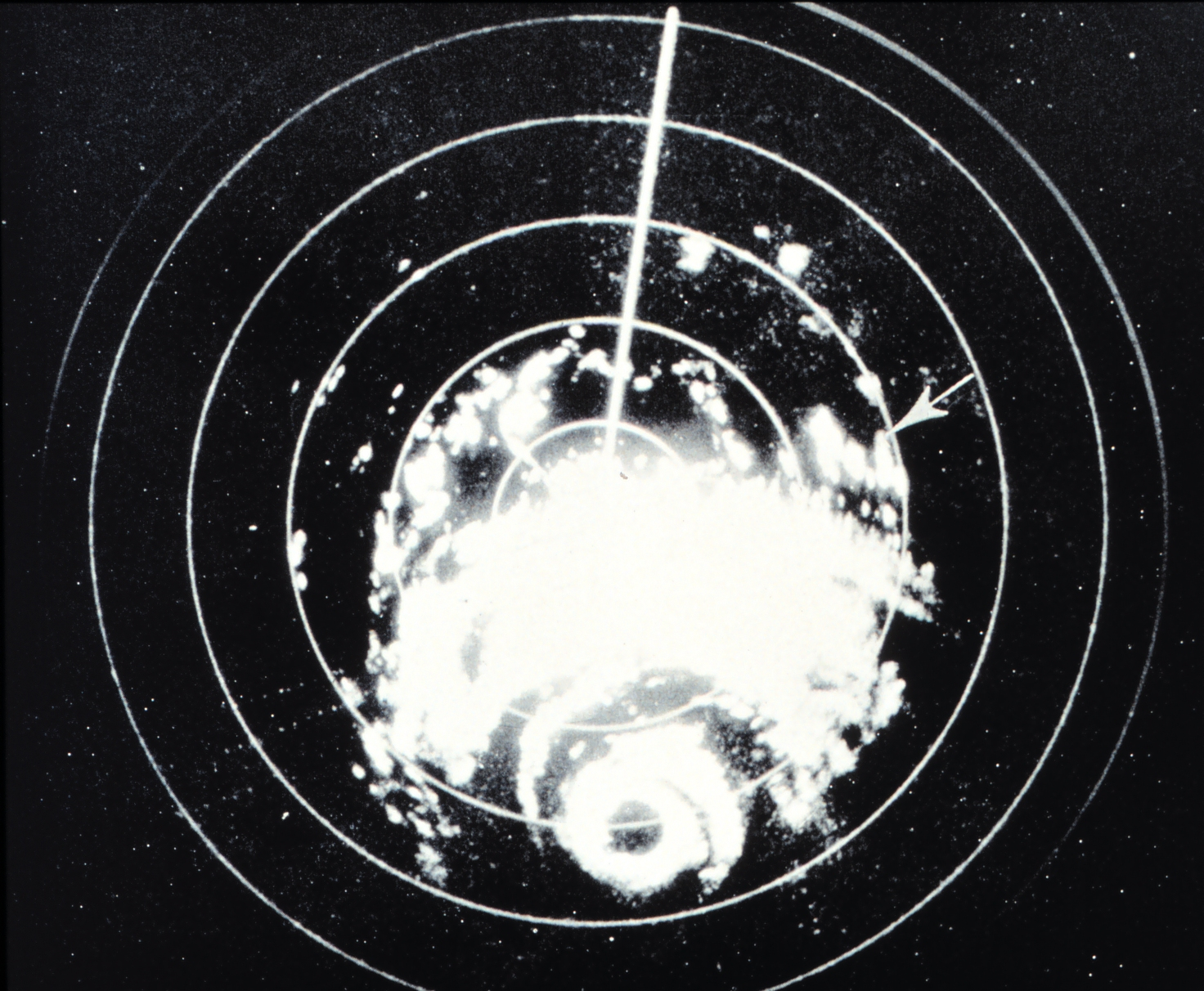
Imagem de radar de Carla do WSR-57 em Galveston, Texas

Pouco depois de se tornar um furacão em 6 de setembro, Carla curvou-se para o norte no noroeste do Mar do Caribe. Às 1200 UTC em 7 de setembro, a tempestade se intensificou em uma furacão categoria 2 enquanto estavam localizados a leste-nordeste de Cozumel, Quintana Roo, México (o uso atual da Escala de Vento de Furacões de Saffir-Simpson, desenvolvida em 1971, não estava em vigor). Pouco depois, Carla cruzou o Canal de Yucatán e entrou no Golfo do México. Uma forte área de alta pressão forçou Carla a retomar seu curso original de noroeste. No início de 8 de setembro, a tempestade tornou-se uma furacão categoria 3 localizados ao norte da Península de Yucatán. Assim, Carla foi o terceiro grande furacão da temporada. Carla foi atualizada para uma furacão categoria 4 no início de 10 de setembro, ao se aproximar da Costa do Golfo dos Estados Unidos. Operacionalmente, às 0000 UTC em 11 de setembro, Carla fortaleceu-se em uma furacão categoria 5, enquanto localizado no Golfo do México noroeste. Seis horas depois, a tempestade atingiu a velocidade máxima do vento sustentado de 282 km/h (175 mph). No entanto, uma reanálise de 2018 concluiu que Carla não alcançou a intensidade de categoria 5, e na verdade só tinha ventos sustentados máximos de 233 km/h (145 mph), e isso foi oficialmente incorporado ao HURDAT.
No final de 11 de setembro, Carla atingiu a sua pressão barométrica mínima de 931 mbar (27.5 inHg). Mais tarde naquele dia, a tempestade atingiu a Ilha Matagorda, Texas (sete milhas ao sul de Porto O'Connor), com ventos de 233 km/h (145 mph). Carla enfraqueceu rapidamente no interior e degenerou para uma furacão categoria 2 em 12 de setembro, passando a leste de Port Lavaca. Seis horas depois, a tempestade foi rebaixada para uma furacão categoria 1 perto de Shiner, pouco antes de ser rebaixado a tempestade tropical entre Taylor e Coupland. Começando no final de 12 de setembro, a tempestade curvou-se a leste do norte. Depois de chegar a Oklahoma no início de 13 de setembro, Carla fez a transição para um ciclone extratropical enquanto estava localizada na zona rural do condado de Johnston. Os remanescentes extratropicais de Carla moveram-se rapidamente para o nordeste e trouxeram fortes chuvas para algumas áreas das Grandes Planícies e do Meio-Oeste dos Estados Unidos. Em 14 de setembro, entrou no Canadá perto de Sault Ste. Marie, Ontário. Em seguida, continuou rapidamente em direção ao nordeste através de Ontário, Quebec e Labrador, antes que os remanescentes se dissipassem no Mar de Labrador em 17 de setembro.

## Preparativos
Ocorrendo um ano após o furacão Donna, as autoridades em Florida Keys tomaram precauções para se preparar para o impacto potencial da tempestade. A Marinha dos Estados Unidos voou seus aviões para fora de Key West, enquanto os guardas costeiros evacuaram o Alligator Reef Light, o American Shoal Light e o Sombrero Key Light. Os navios atracados em Key West navegaram para o mar para enfrentar as tempestades. Na manhã de 7 de setembro, um alerta de furacão foi emitido de toda a costa da Louisiana para o leste de Apalachicola, Flórida. Em 8 de setembro, um alerta de furacão foi emitido ao longo da costa sudoeste do estado de Vermilion Bay para o oeste. Posteriormente, foi estendido para o oeste para incluir toda a costa do Texas e para o leste até Apalachicola, Flórida. Uma parte do alerta de furacão de Aransas Pass, Texas a Grand Isle, Louisiana foi atualizado para um alerta de furacão às 16h UTC em 9 de setembro. Cerca de 500.000 as pessoas fugiram das costas do Texas e da Louisiana, tornando-se a maior evacuação da história dos Estados Unidos na época. Além disso, pelo menos metade dessas pessoas era do Texas. Em pequenas cidades ao longo da costa do Texas, 90 – 100% de suas populações evacuadas, enquanto 20% das pessoas deixou as cidades maiores. Muitos em Galveston permaneceram devido à proteção do quebra-mar de Galveston.

## Impacto
Carla gerou 21 tornados, o maior surto de tornado relacionado com furacão já registrado na época. No entanto, foi esmagadoramente superado pelo furacão Beulah em 1967, que gerou pelo menos 120 tornados. Ao longo de sua trajetória, 43 fatalidades e cerca de $ 325,74 milhões em danos foram atribuídos a Carla. A maior parte do impacto ocorreu no Texas, onde a tempestade atingiu o continente como uma grande e forte furacão categoria 4.

### Estados Unidos
Texas

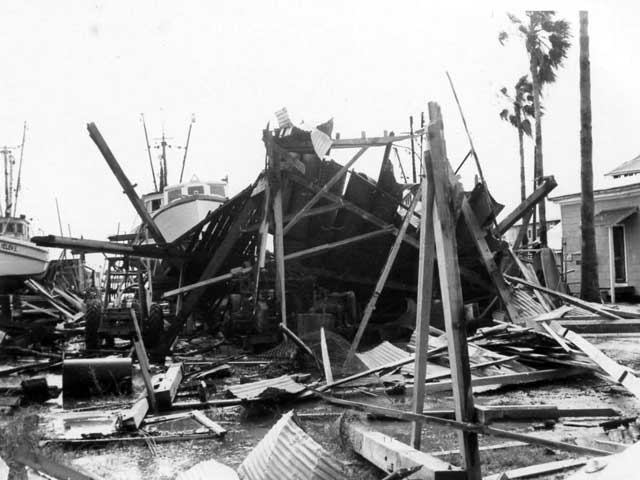
Uma casa destruída pelo furacão Carla em Port O'Connor, Texas

Marés anormalmente altas e ondas de tempestade foram relatadas ao longo da costa do Texas, atingindo pelo menos 10 ft (3.0 m) acima do nível médio do mar em muitas áreas costeiras entre Sabine Pass e Port Aransas. A maré mais alta relatada foi de 18.5 ft (5.6 m) no Porto Lavaca, com grandes alturas de ondas, incluindo 12.6 ft (3.8 m) em Matagorda, 10.9 ft (3.3 m) em Port Aransas, 10.8 ft (3.3 m) no Freeport, 10.1 ft (3.1 m) na cidade do Texas, e 10 ft (3.0 m) em Galveston e Sabine. Porque a tempestade era uma furacão categoria 4 ao landfall, Carla produziu ventos fortes, especialmente perto de seu caminho. Os ventos sustentados mais fortes incluem 115 mph (185 km/h) em Matagorda, 110 mph (180 km/h) em Victoria e 88 mph (142 km/h). Além disso, as observações de rajadas de vento mais altas incluem 175 mph (282 km/h) em Port Lavaca, 160 mph (260 km/h) em Matagorda, e 150 mph (240 km/h) em Aransas Pass, Austwell, Edna, Port Aransas e Victoria. Carla produziu fortes chuvas no Texas, com pico de 444 mm (17.48 in) em Bay City. Outros totais de precipitação significativos incluem 419 mm (16.49 in) no Aeroporto Internacional de Scholes em Galveston, 379 mm (14.94 in) em Downtown Galveston, 331 mm (13.05 in) em Wharton, 319 mm (12.55 in) em Liberty, 317 mm (12.47 in) em Dickinson, 300 mm (11.81 in) em Flatonia, 269 mm (10.59 in) em Columbus, 222 mm (8.75 in) em Hallettsville e 230 mm (8.9 in) em Smithville.

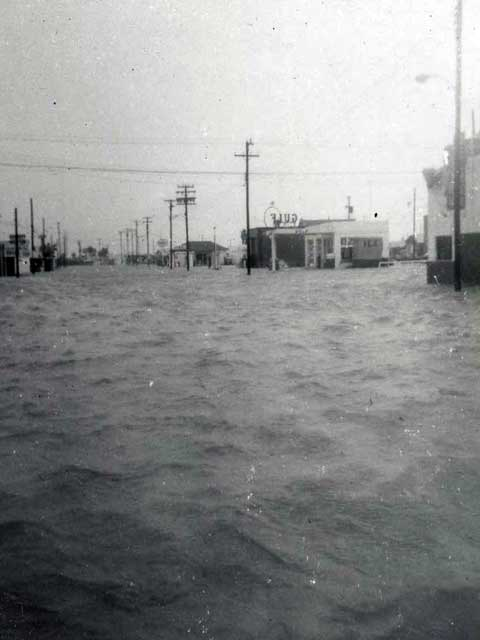
Inundação causada pelo furacão Carla

Os danos materiais mais significativos ocorreram entre Port Arthur e Corpus Christi. Port O'Connor, localizado mais próximo do local do desembarque de Carla, foi virtualmente destruído. Em Columbus, o teatro "Ranch Drive-In" foi destruído pela tempestade e nunca foi reaberto após 6 anos de operação. Em Victoria, a maior velocidade do vento sustentado foi 110 mph (180 km/h), enquanto rajadas atingiram 150 mph (240 km/h). Cerca de 4.260 casas foram danificadas, com cerca de 500 severamente danificadas ou destruídas. 43 empresas e 26 prédios públicos também foram impactados de forma significativa. Danos na cidade de Victoria chegaram a $ 10 milhões. Dos 21 tornados gerados por Carla, oito deles no Texas, causaram um impacto significativo. Em 11 de setembro, um tornado F2 perto de Bay City destruiu duas torres de rádio e danificou vários edifícios. Um tornado F3 feriu três pessoas e causou a destruição de uma casa e impactou três outras em Jacksonville, resultando em $ 25.000 em danos. Outro tornado F3 em Channelview, localizado a leste de Houston, feriu 22 pessoas, destruiu 18 casas e seis edifícios comerciais, danificados 40 casas adicionais e causou danos de US$ 200.000. Nas primeiras horas da manhã de 12 de setembro, um violento tornado F4 atravessou a Ilha Galveston ao longo de um caminho de 1 milha de comprimento e 100 metros de largura (cruzou para a Baía de Galveston também), danificando gravemente 200 edifícios, dos quais 60-75 foram destruídos, e causando oito mortes e 200 feridos. Este foi o primeiro de apenas dois tornados violentos conhecidos já gerados por um furacão, com o outro acontecendo durante o furacão Hilda em 1964. Poucas horas depois, um tornado F3 na área destruiu seis casas e danos extensos, mas menores. Em Hardin, outro tornado F3 danificou seis casas. Várias estruturas sofreram impacto durante mais um tornado F3 em Fulbright. O tornado final ocorreu no final da tarde de 13 de setembro no Latex. Causou dano F2, dois lesões, e resultou em $ 2.500 em perdas após danificar dois casas e três garagens.

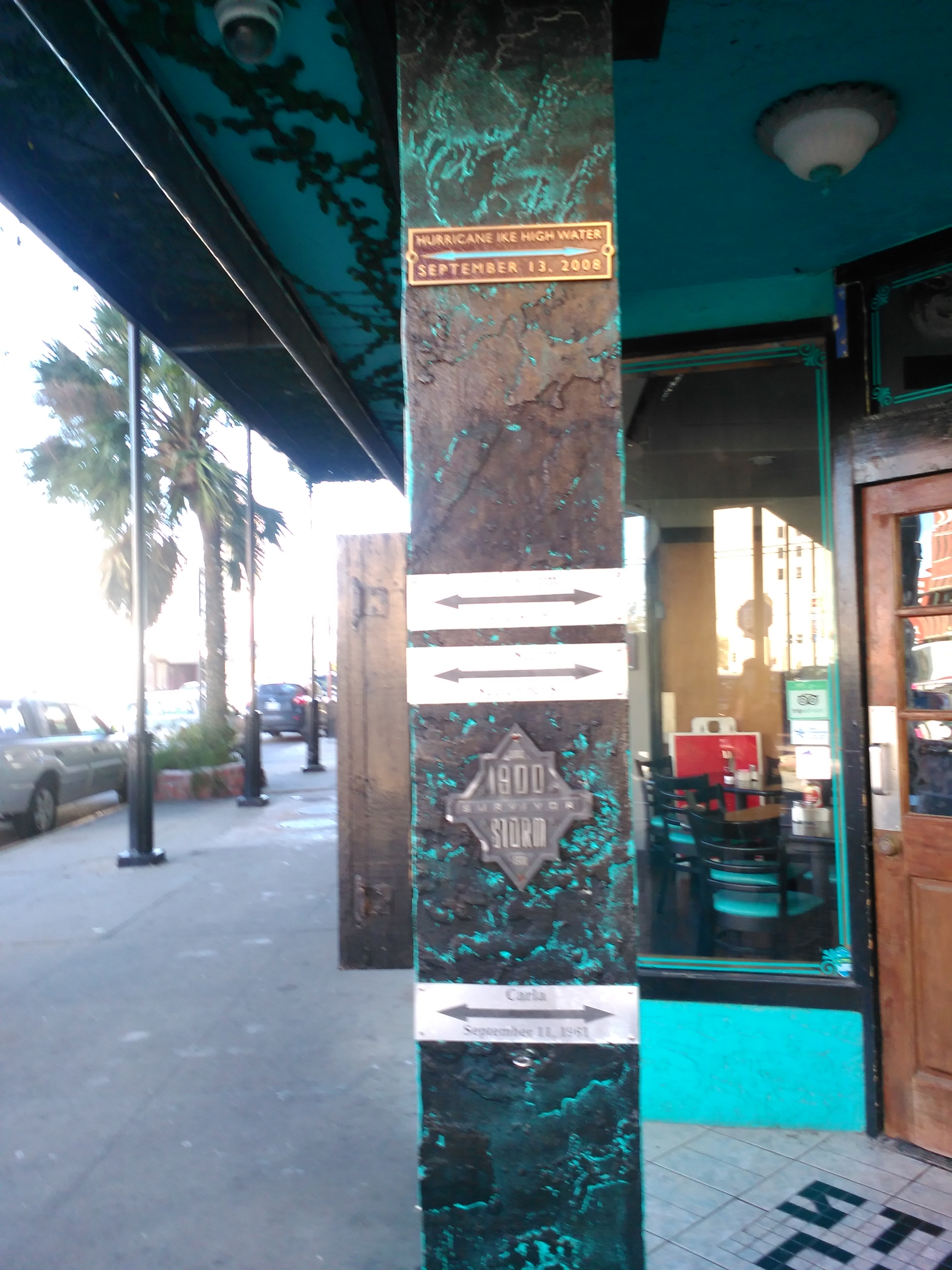
Placa mostrando o nível de água mais alto do furacão Carla em Galveston

Em seguida, o jornalista pouco conhecido Dan Rather relatou ao vivo do prédio do departamento de meteorologia em Galveston durante a tempestade, cobertura ao vivo da tempestade no local que seria imitada por repórteres posteriores. Isso marcou a primeira transmissão televisiva de um furacão. Em vez disso, também alertou o público sobre o tamanho de Carla de uma forma que "literalmente mudou a maneira como o mundo vê os furacões", segundo um colega repórter. Transmitindo ao vivo no Weather Bureau Office em Galveston, Rather pediu a um meteorologista que contornasse o Golfo do México em uma folha de plástico transparente. Ele então segurou o mapa sobre a tela do radar em preto e branco, o que colocou o tamanho de Carla em perspectiva, dizendo que Carla era do tamanho do Golfo do México. A CBS ficou tão impressionada com o trabalho de Rather que lhe foi oferecida a posição de correspondente. Em todo o Texas, Carla destruiu 1.915 casas, 568 edifícios agrícolas e 415 outros edifícios. Além disso, 50.723 casas, 5.620 edifícios agrícolas e 10.487 outros edifícios sofreram danos. Havia 460 ferimentos de acordo com a Cruz Vermelha americana, embora a Monthly Weather Review listasse um número um pouco mais alto, 465. A tempestade causou 34 fatalidades no Texas. As causas de morte incluem 20 pessoas se afogando, oito em tornados, quatro eletrocuções e um ataque cardíaco. No geral, o dano no estado foi "conservadoramente" estimado em US$ 300 milhão. A repartição dos danos indica $ 200 milhões incorridos na propriedade e $ 100 milhões para safras, principalmente de arroz não colhido e menor impacto para algodão e frutas cítricas.

#### Louisiana
No sudeste da Louisiana, marés anormalmente altas atingiram a costa, embora nenhuma erosão da praia tenha sido relatada. A precipitação foi pesada, com pico de 350 mm (13.9 in) em Many. Outros totais de precipitação observados incluem 140 mm (5.6 in) em Baton Rouge, 141 mm (5.57 in) em Morgan City, 108 mm (4.25 in) em Shreveport, 80 mm (3.16 in) em Nova Orleans, 57 mm (2.25 in) em Lafayette, 56 mm (2.19 in) em Alexandria, 53 mm (2.1 in) em Jonesboro e West Monroe, e 35 mm (1.37 in) em Lake Charles. Nas porções ocidentais da Louisiana, os ventos sustentados atingiram um pico de 44 mph (71 km/h) e rajadas atingiram 55 mph (89 km/h). Ocorreram apenas pequenos danos, limitados a telhados, vidros e galhos de árvores derrubados. Os ventos fizeram com que um rio local atingisse 1 ft (0.30 m) acima do estágio de inundação. Os 11 tornados gerados por Carla na Louisiana destruíram 140 casas e 11 fazenda e outros edifícios, causando grandes danos a 231 casas adicionais e 11 fazenda e outros edifícios. Além disso, 748 casas e 75 a fazenda e outros edifícios sofreram danos leves a moderados. Seis fatalidades e 199 ferimentos ocorreram, principalmente relacionados aos tornados. Os danos na Louisiana totalizaram cerca de US $ 25 milhões. Uma análise das perdas inclui $ 6 milhões para a agricultura, $ 5 milhões para edifícios, $ 4 milhões para barcos e propriedades de praia, $ 3 milhões para estradas e pontes, $ 5 milhões para plataformas de petróleo offshore e US $ 2 milhões em danos diversos.

#### Oklahoma

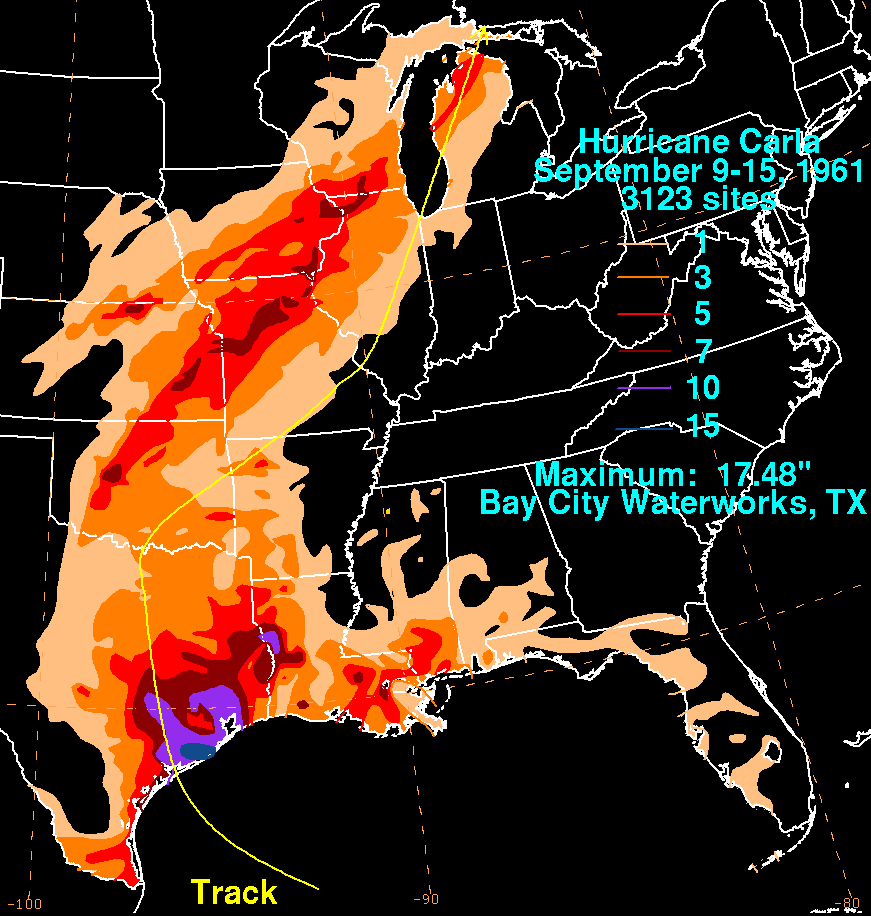
Precipitação de Carla nos Estados Unidos

Carla e seus remanescentes trouxeram chuvas fortes e ventos fortes para partes de Oklahoma. Cerca de 51–203 mm (2–8 in) de chuva caiu nos condados de Grant, Tillman, Washita. Quantidades mais pesadas de pelo menos 130 mm (5 in) caiu no condado de Atoka e Pushmataha. A precipitação no estado atingiu um pico de 195 mm (7.68 in) em Kingfisher. Mais de 140 quarteirões da cidade foram inundados com até 6 ft (1.8 m) em áreas residenciais de Kingfisher e até 3 ft (0.91 m) nas áreas de negócios. 225 casas e prédios da cidade sofreram danos causados pela água. Em todo o estado, danos em outras áreas incluíram 90 casas e edifícios em Tulsa, 50 casas em El Reno e Oklahoma City, e 10 casas em Pawnee. Além disso, a inundação de água destruiu várias pontes e rodovias no nordeste do estado, deixando estradas intransitáveis. Ventos sustentados entre 30 and 55 mph (48 and 89 km/h) e rajadas de até 70 mph (110 km/h) foram registrados em Oklahoma. Os ventos feriram duas pessoas devido a destroços no ar. Ventos e chuva combinados interromperam severamente os serviços elétricos e telefônicos e causaram $ 670.000 em danos, com $ 600.000 à propriedade e $ 70.000 às colheitas.

#### Illinois
A tempestade deixou cair quantidades de precipitação de 180 mm (7 in) todo o noroeste de Illinois, com um pico de 208 mm (8.18 in) no Mount Carroll. Portanto, Carla é o segundo ciclone tropical mais úmido de Illinois, atrás apenas do furacão Audrey em 1957. Além disso, até 160 mm (6.29 in) caiu em 24 horas. Graves enchentes locais ocorreram, especialmente na parte norte do estado. Ocorreram grandes danos à propriedade e à agricultura. Foi relatado que ruas e porões inundaram, enquanto as abordagens de pontes e algumas pontes pequenas foram destruídas. Precipitação de 64–89 mm (2.5–3.5 in) em Chicago inundou cerca de 60 viadutos e 1.000 porões. Depois que o Rio Chicago subiu 5 ft (1.5 m), a comporta do Lago Michigan foi aberta para liberar o excesso de água. No entanto, o surto abrupto de água resultou em cerca de US$ 75.000 em danos a barcos no porto de Wilmette.

#### Em outro lugar nos Estados Unidos
Os ventos em Key West chegaram a 30 mph (48 km/h), enquanto grande parte da Flórida relatou chuvas nas faixas externas de Carla. No Kansas, de 100 to 180 mm (4 to 7 in) de chuva em apenas 6 horas causaram inundações repentinas. Com um pico de 216 mm (8.52 in) em Haddam, Carla foi o ciclone tropical mais chuvoso do Kansas, até ser superado pelo Furacão Paine em 1986 e pela Tempestade Tropical Frances em 1998. Graves danos às colheitas ocorreram, especialmente nas áreas dos condados de Chautauqua e Shawnee e ao sul do rio Kansas. Muitas rodovias ficaram intransitáveis devido à inundação. Uma família de 4 afogou-se depois que seu carro foi varrido de uma estrada perto da Waverly. Uma quinta fatalidade ocorreu depois que um carro com um ocupante foi levado para um afluente do rio Marmaton perto de Fort Scott. A tempestade produziu persistentemente ventos de 35 to 50 mph (56 to 80 km/h), causando mais danos agrícolas.
Em Nebraska, a precipitação atingiu um pico de 144 mm (5.68 in) em Hubbrell, tornando Carla o ciclone tropical mais chuvoso do estado. Chuvas pesadas também caíram no Missouri, especialmente em Brookfield, Lee's Summit e Pleasant Hill. A precipitação máxima total no Missouri foi de 237 mm (9.34 in) em Concordia. Uma fatalidade foi relatada em Missouri, embora a causa da morte seja desconhecida. A precipitação em Iowa atingiu o pico de 229 mm (9.03 in) perto de Chariton, tornando Carla o ciclone tropical mais chuvoso do estado. Até 200 mm (8 in) de chuva caiu em um período de 12 horas na Península Inferior de Michigan, principalmente entre Cheboygan e Grand Rapids. No entanto, o Centro de Previsão do Tempo indicou quantidades de precipitação de 154 mm (6.07 in) em Boyne Falls. Apesar de tudo, Carla é o ciclone tropical mais úmido da história de Michigan. Apesar das chuvas, as inundações em Michigan foram relativamente mínimas, limitadas a uma barragem destruída em Traverse City. A precipitação em Wisconsin atingiu 193 mm (7.58 in) em Brodhead, fazendo com que Carla fosse considerada o ciclone tropical mais chuvoso do estado. Os picos de precipitação em outros estados incluem 113 mm (4.44 in) no Alabama, 139 mm (5.48 in) em Arkansas, 162 mm (6.37 in) no Mississippi, e 91 mm (3.6 in) em Indiana.

### Em outro lugar
Em Cuba, as transmissões relataram fortes inundações perto de Pinar del Río e em Los Colomas e Punta de Cartas. Offshore de Honduras, na Ilha Swan, uma quantidade de chuva de 99 mm (3.89 in) foi relatado junto com rajadas de vento de até 97 km/h (60 mph). Os restos de Carla trouxeram ventos com força de tempestade tropical para algumas áreas do Canadá. Em Ontário, ventos fortes causaram cortes de energia na área de Clarkson – Port Credit. Os serviços elétricos foram interrompidos em New Brunswick, devido a ventos de até 80 mph (130 km/h) em Saint John. Ventos de 57 mph (92 km/h) atacou Halifax na Nova Escócia, portanto, o Halifax Public Gardens foi fechado devido à ameaça de queda de árvores e galhos.

## Rescaldo
Pouco depois da tempestade, o vice-presidente Lyndon B. Johnson, residente há muito tempo no Texas, fez um tour pela devastação no estado e se reuniu com autoridades de 18 diferentes condados, observando que "como sempre, os texanos estão enfrentando um desafio... Sofremos furacões, tornados e inundações, mas nós, no Texas, somos um povo ousado e corajoso. " Após seu relatório ao presidente John F. Kennedy e ao Congresso, $ 55 milhões foram aprovados em ajuda para o Texas, embora Kennedy mais tarde tenha solicitado um adicional de $ 65 milhão. O presidente Kennedy emitiu uma declaração de desastre para o Texas, permitindo que todas as jurisdições do estado solicitem assistência pública. O presidente também declarou 6 paróquias na Louisiana como área de desastre. Helicópteros implantados 88 Fuzileiros navais dos Estados Unidos a Galveston para patrulhar áreas devastadas. Uma força-tarefa da Marinha dos Estados Unidos composta por equipes médicas e de construção também foi enviada para a área. Membros da Guarda Nacional dos Estados Unidos ajudaram os refugiados a voltar para suas casas e trabalharam para evitar saques. Devido à intensidade e destruição do furacão, o nome Carla foi aposentado e nunca mais será usado para um furacão no Atlântico. Foi substituído por Carol na temporada de 1965.